# Platanthera yadonii
Platanthera yadonii är en orkidéart som först beskrevs av Rand.Morgan och James David Ackerman, och fick sitt nu gällande namn av Richard M. Bateman. Platanthera yadonii ingår i släktet nattvioler, och familjen orkidéer. Inga underarter finns listade i Catalogue of Life.